# Ács József (szobrász)
Ács József (Székesfehérvár, 1931. február 10. – 2023. május 14.) magyar szobrász és éremművész.

## Életpályája
Tanulmányait a Magyar Képzőművészeti Főiskolán végezte (1952–1958), mestere volt Szabó Iván.
Munkáinak nagy részéhez követ használ alapanyagként, de érmeket, portrékat is mintáz. Számos érmét készített a XVII. kerület által alapított díjakhoz: Balassi-díj, Rákosligetért Díj, díszpolgári emlékérem.

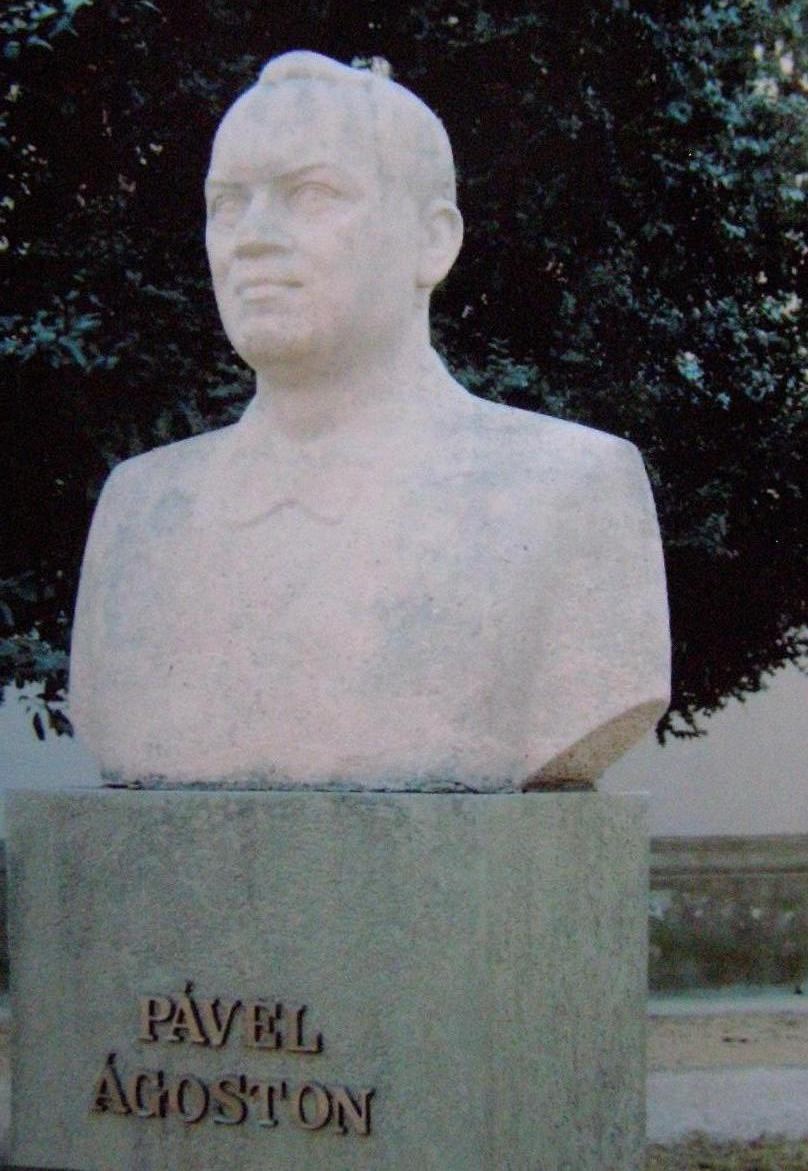
Pável Ágoston mellszobra Szombathelyen

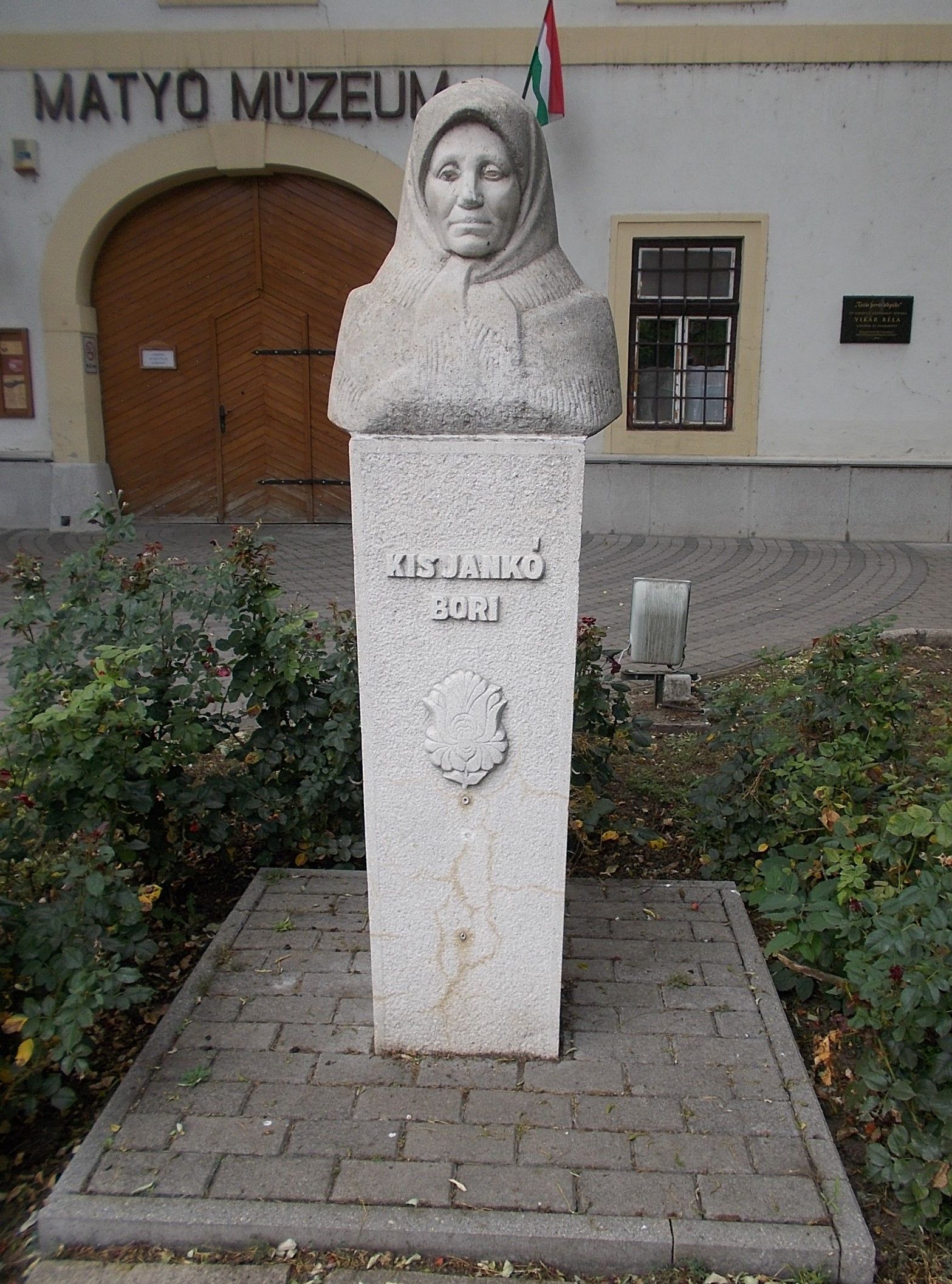
Kis Jankó Bori mellszobra Mezőkövesden

## Egyéni kiállítások
- 1968 • Rákosligeti Művelődési Ház, Budapest

## Válogatott csoportos kiállítások
- 1958, 1960, 1965, 1966, 1967 • Vásárhelyi Őszi Tárlatok
- 1960 • Fiatal Képzőművészek Stúdiójának II. kiállítása • 8. Magyar Képzőművészeti kiállítás, Műcsarnok, Budapest
- 1962 • Dolgozó emberek között, Ernst Múzeum, Budapest
- 1966 • Angyalföldi Képzőművészek II. kiállítása, Budapest
- 1967 • I. Országos Kisplasztikai Biennálé, Pécs
- 1968 • IV. Balatoni Nyári Tárlat, Keszthely
- 1969 • II. Országos Kisplasztikai Biennálé, Pécs
- 1972 • XIII. Nyári Tárlat, Szeged
- 1976 • V. Országos Kisplasztikai Biennálé, Pécs
- 1978, 1983, 1996 • XVII. kerületi művészek kiállítása, Erdős Renée Ház, Budapest

## Köztéri művei
- Halas fiú (alumínium, 1961, Sopron)
- Ülő medve (mészkő, 1961, Budapest III. ker.)
- Révész Imre (mészkő mellszobor, 1968, Kecskemét)
- Kis Jankó Bori (mészkő mellszobor, 1969, Mezőkövesd, Matyó Múzeum előtt)
- Berzsenyi Dániel (mészkő mellszobor, 1970, Marcali)
- Múzsák (mészkő dombormű, 1970, Mezőkovácsháza, Művelődési Központ)
- Ülő nő (bronz, 1970, Tiszaújváros)
- Ugray György síremléke (bronz plakett, 1972, Óbudai temető)
- Meseoszlop (mészkő, 1975, Budapest XVII. ker.)
- Dr. Bárczi Gusztáv (mészkő mellszobor, 1977, Gyógypedagógiai Tanárképző Főiskola)
- Mackók fatörzsön (mészkő, 1977, Budapest XVII. ker.)
- Derkovits Gyula (mészkő mellszobor, 1978, Budapest XVII. ker.)
- Anyaság (márvány, 1979, Budapest XVII. ker., Szoborpark)
- Bartók Béla (bronz mellszobor, 1981, Budapest XVII. ker.)
- Pável Ágoston (mészkő mellszobor, 1986, Szombathely)
- Pável Ágoston (mészkő mellszobor, 1986, Vashidegkút)
- Csekovszky Árpád (bronz dombormű, 1998, Budapest XVII. ker.)
- Kodolányi János (bronz dombormű, 1999, Budapest XVII. ker.)
- Bartók Béla (bronz dombormű, 2006, Budapest XVII. ker.)

## Díjai
- Rákosmente díszpolgára (2003)[2]